# 険持ちよ
険持 ちよ（けんもつ ちよ、7月9日 - ）は日本の漫画家。大阪府出身。大阪芸術大学出身。小池一夫ゼミ3期生。夫は漫画家の田村光久（2011年7月13日結婚）。

## 経歴
- 2004年、21歳の時に『風のカラム』で2004年まんがカレッジ7月期佳作を受賞。
- 2006年12月、アシスタントをしていた田辺スタジオを辞め創作に専念[2]。
- 2008年9月、『週刊少年サンデー』（小学館）40号に『解体真書0』が掲載。
- 2010年、『週刊少年サンデー』14号より『解体真書0』を元にした『怪体真書Ø』の連載を開始。
- 2018年、『まんがタイムきららキャラット』（芳文社）9月号より『RPG不動産』の連載を開始、2022年にテレビアニメ化される。

## 作品

### 連載
- 怪体真書Ø（小学館『週刊少年サンデー』2010年14号 - 『クラブサンデー 』2011年11月11日号、全8巻）
- ポケットモンスターB・W グッドパートナーズ（シナリオ：七月鏡一、小学館『小学三年生』2011年4月号 - 2012年3月号、ポケモン・ザ・コミック、全1巻）
- 女声男子（スクウェア・エニックス『ガンガンONLINE』2012年4月5日 - 2013年7月18日、全5巻）
- My sweet ウマドンナ 馬きゅ〜ん（小学館『週刊少年サンデーS』2012年8月号 - 2014年4月号、全3巻）[注釈 1]
- そやかてええやん（竹書房『まんがライフMOMO』2013年11月号 - 2015年11月号、全2巻）※下記『大阪市立中ノ島女子中学校』の改題・連載化。
- 自称監督（小学館『週刊少年サンデーS』2015年1月号 - 11月号、全2巻）
- 海咲ライラック（竹書房『まんがライフMOMO』2015年12月号 - 2018年11月号、全4巻）
- 空のカイン（講談社『少年マガジンエッジ』2015年12月号 - 2016年11月号、全2巻）
- アロマちゃんは今夜も恥ずかしい（講談社『少年マガジンエッジ』2017年8月号 - 2019年7月号、全4巻）
- RPG不動産（芳文社『まんがタイムきららキャラット』2018年6月号 - 8月号ゲスト、9月号 - 2023年12月号、全6巻）

### 読切
- 鬼華（『河南文藝漫画篇』2004年新春号）
- 鬼と華（『週刊少年サンデー超』2005年11月25日号）
- 妖艶の椿（『週刊少年サンデー超』2006年3月25日号）
- だん（『週刊少年サンデー超』2007年5月25日号）
- 星の窓と魔法使い（『週刊少年サンデー超』2008年3月25日号）
- KICK DANCE!!（『週刊少年サンデー超』2008年9月24日号）
- 解体真書0（『週刊少年サンデー』2008年40号）
- HEAVEN'S VOICE（『週刊少年サンデー超』2010年2月号）
- 女声男子（『ガンガンONLINE』2011年10月27日）
- 腐女子と同棲はじめました（『モバMAN』2012年6月）
- 大阪市立中ノ島女子中学校（『まんがライフMOMO』2013年6月号）
- 貧乏神ちゃんはうまくできない（『まんがタイムきららキャラット』2017年6月号）

### ゲーム
- きららファンタジア（『RPG不動産』キャラクターデザイン）

## 師匠
- 田辺イエロウ[2]

## アシスタント仲間
- 田村光久[3]